# 말차
말차(抹茶) 또는 가루차는 1차 가공(제다)된 녹차를 분쇄하여 가루의 형태를 유지하고 있는 녹차다. 주로 일본에서 관련 문화가 발달하였으며 그린티 라테(green tea latte) 등에도 이용된다.

## 역사
12세기경 일본에 전래된 말차는, 14세기에 명나라의 주원장이 말차의 원형이라 할 수 있는 단차(團茶)의 제조를 금지함에 따라 중국에서는 점차 쇠퇴하고 잊혀졌으나, 이후 일본에서 독자적으로 발전하게 되었다.
중국에서 전해졌을 당시에는 짙은 갈색의 단차를 가루로 만든 것이었다고 여겨지나, 무로마치 시대 이후로는 재배 방식과 가공 기술이 일본 내에서 독자적으로 발전하면서, 오늘날 볼 수 있는 녹색 차(덴차, 碾茶)를 원료로 한 가루차로 변화하였다.
가마쿠라 시대에는 임제종(臨済宗)의 개조인 에이사이(栄西)가 수행지였던 송나라에서 차 씨앗을 일본으로 가져왔다. 그는 현대의 말차 음용 방식에 통하는 ‘말차법(抹茶法)’을 기술한 저서 『끽다양생기(喫茶養生記)』를 1211년에 발표하였다.
『끽다양생기』에는 차의 종류와 효능 등이 서술되어 있으며, 이 책을 통해 일본에서 차를 마시는 습관이 자리 잡게 되었다.
이후 ‘말차법’을 계승한 묘에 상인(明恵上人)은 교토 도가노오(栂尾)에 있는 고산사(高山寺)와 우지(宇治) 지역에서 차 재배를 시작하였다. 이곳이 일본에서 가장 오래된 말차 재배지로 여겨지고 있다.
무로마치 시대부터 남북조 시대에 걸쳐 교토의 우지는 차의 명산지로 발돋움하였다.
무로마치 시대, 제3대 쇼군 아시카가 요시미쓰(足利義満)가 우지의 차밭에 특별한 대우를 하게 되면서, 이를 계기로 교토 우지는 말차의 명산지로 성장하였다.
우지에서 시작된 차 산지는 이가(伊賀)와 이세(伊勢) 등으로 점차 확산되었으며, 동시에 다도 문화도 널리 퍼지게 되었다. 이 시기의 차 문화는 무사 계급 사이에서 유행하였으며, 음다(喫茶)는 무사들의 붐이었다.

## 그 외
미용에도 매우 유용하다. 피부가 빨리 늙게 되는 사람들에게 얼굴을 하얗게 개선해 주는 미용 도구로도 이용되며, 말차의 경우 가루를 미용으로도 사용하기 위해 아예 요거트와 섞어서 얼굴에 피부 미용을 팩 대용재로도 이용되고 있는 것으로 보인다.

## 활용

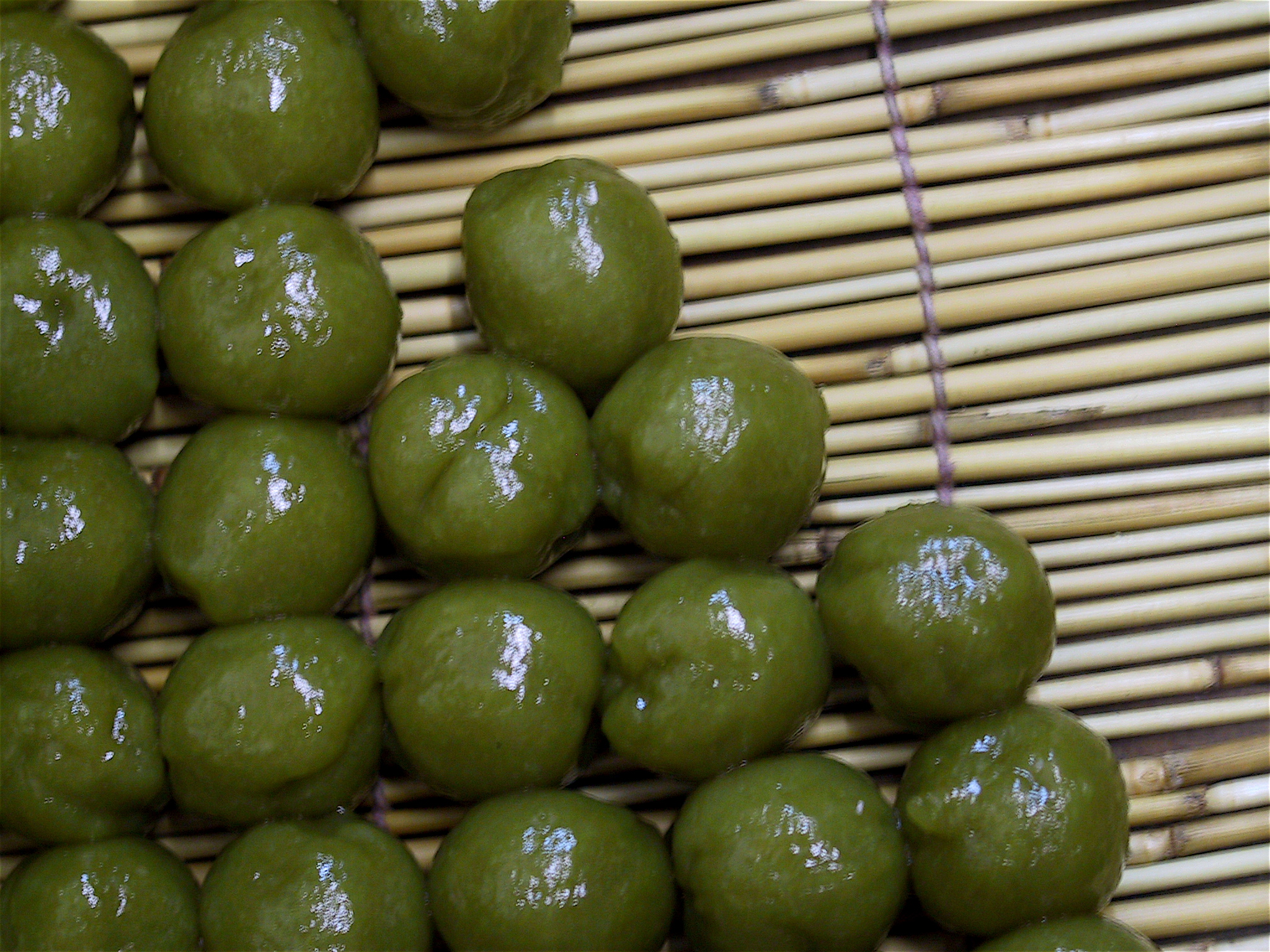
말차 당고
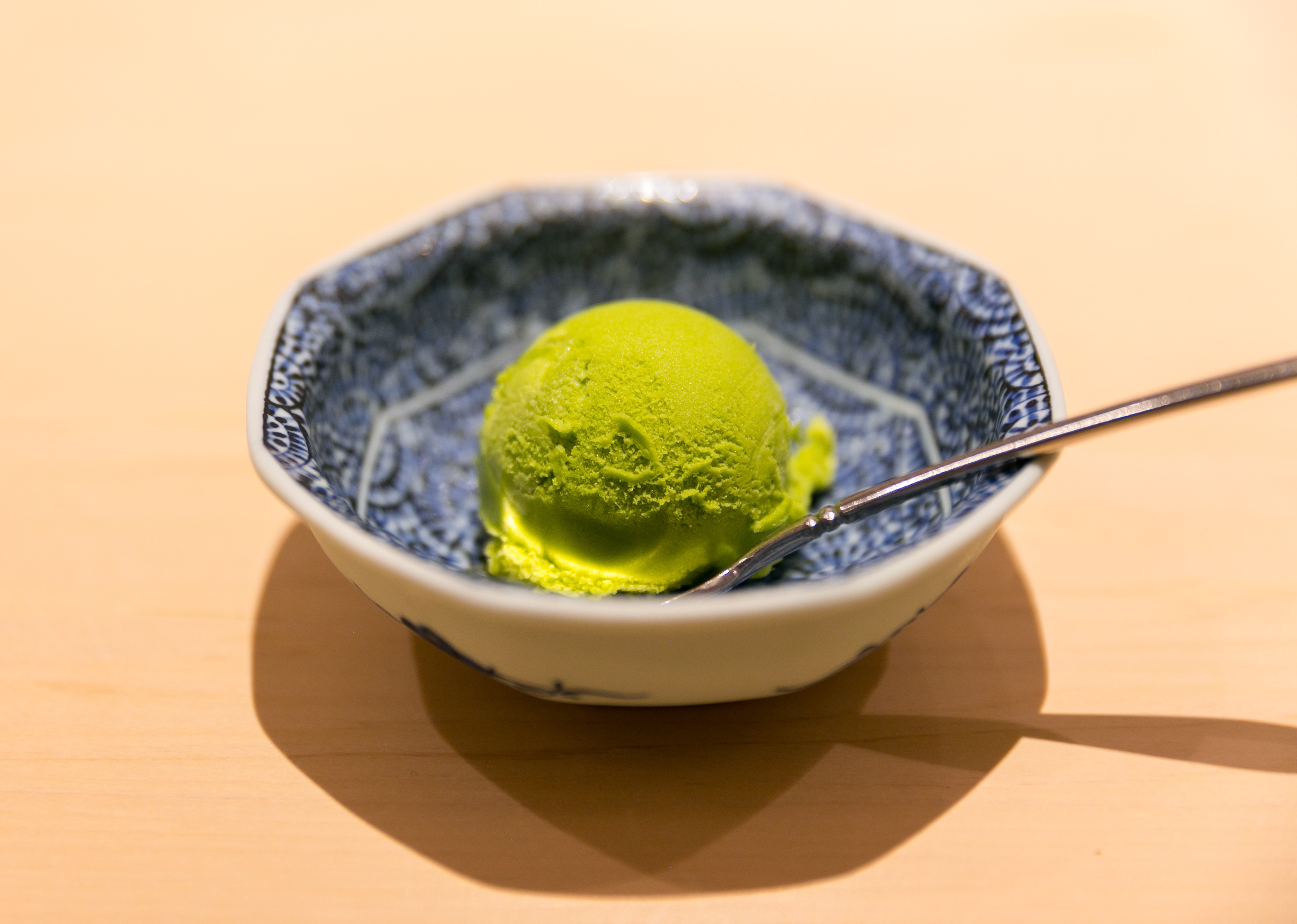
말차 아이스크림
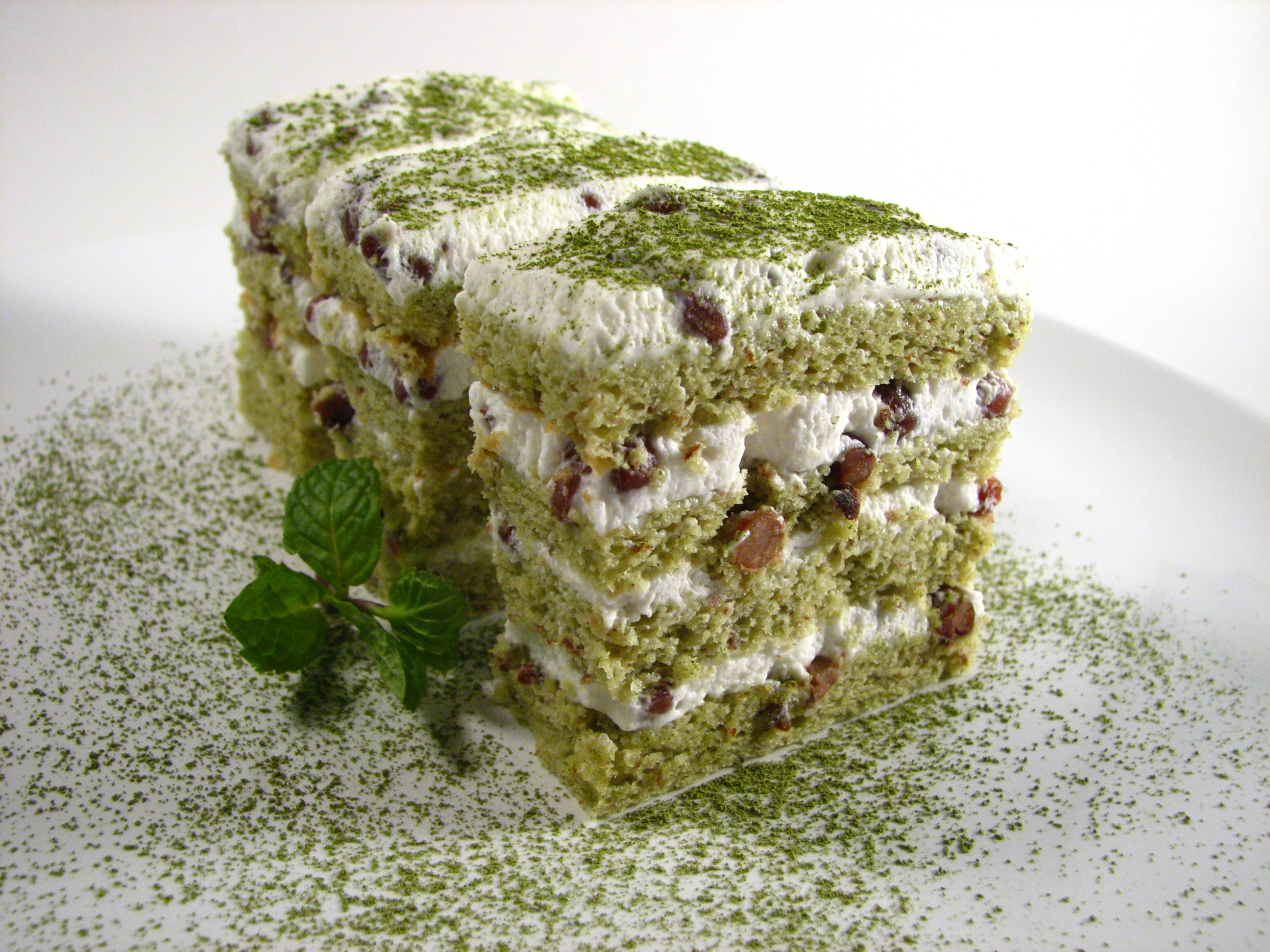
말차 케이크
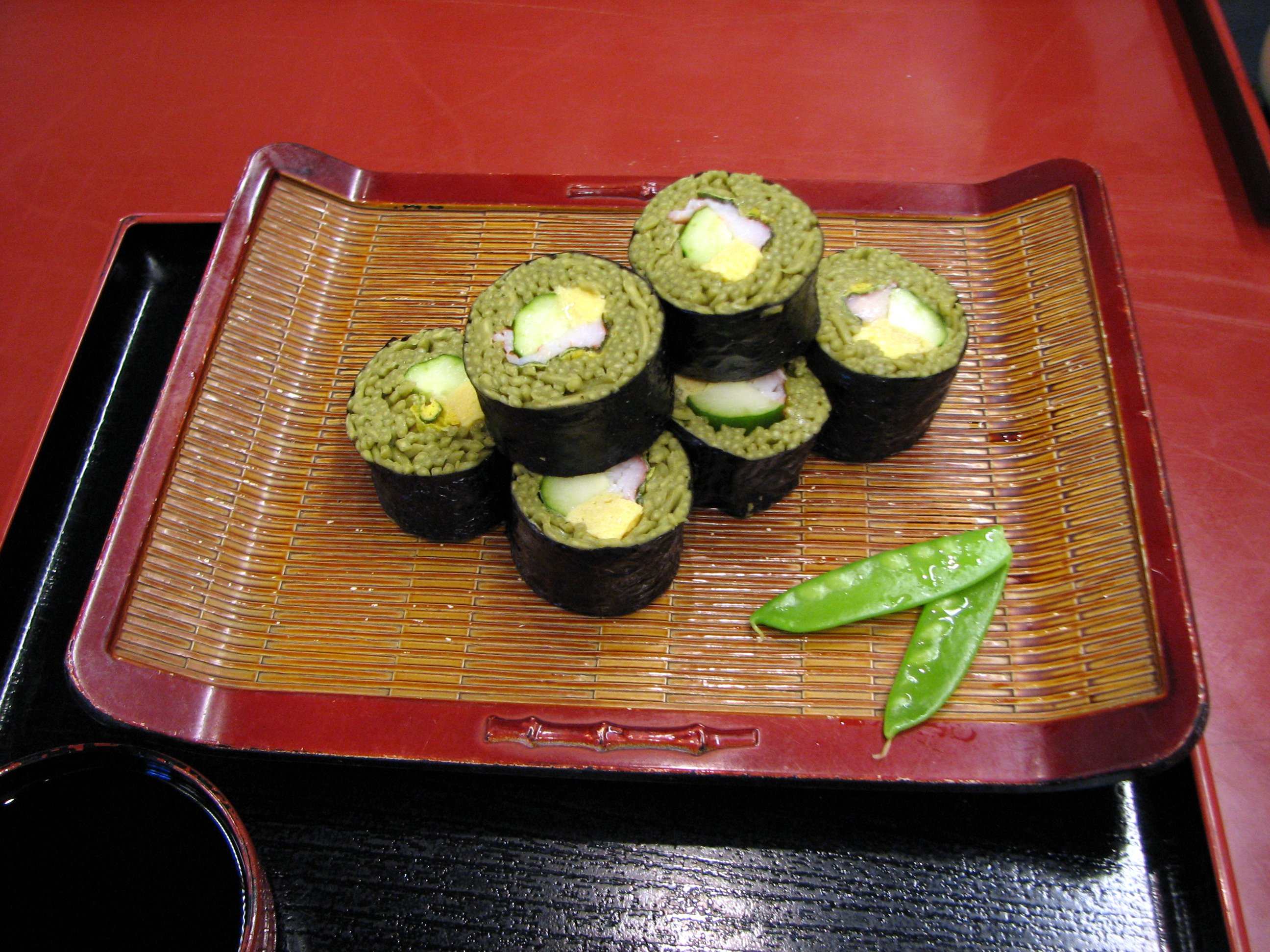
차-소바 초밥 롤

## 같이 보기
- 차갈매